# Mosa Trajectum
Mosa Trajectum, ook Traiectum ad Mosam of Traiectum Superius, is de Latijnse naam voor wat nu de Nederlandse stad Maastricht is. De naam betekent letterlijk 'oversteek bij de Maas'.  Of de naam ook echt van Romeinse oorsprong is, is overigens niet duidelijk. 
Hoewel Mosa Trajectum waarschijnlijk nooit een Romeinse stad is geweest – in die zin dat het over Romeinse stadsrechten beschikte – tonen tal van archeologische vondsten aan dat de plaats gedurende de gehele periode van Romeinse aanwezigheid in Nederland in ieder geval een nederzetting van enige betekenis was.

## Oorsprong naam
De rivier de Maas werd al vóór de christelijke jaartelling aangeduid als Mosa, onder andere in Julius Caesar's Commentarii de bello Gallico. De Romeinse brug van Maastricht dateert uit de eerste eeuw na Christus, mogelijk uit het begin van die eeuw. Het is zeer waarschijnlijk dat de Romeinse historicus Tacitus deze brug bedoelde ("pontem Mosae fluminis") in zijn Historiae als de plaats waar Julius Civilis tijdens de Bataafse Opstand in 70 AD een troepenmacht van Tungri, aangevuld met Baetasii en Nerviërs, onder leiding van Claudius Labeo versloeg. Vrijwel alle historici plaatsen deze brug bij Maastricht; waarschijnlijk waren er in deze tijd geen andere Maasbruggen in Germania inferior. Pons Mosae is dus de oudste plaatsaanduiding voor Maastricht, hoewel daarmee niet in de eerste plaats de nederzetting werd bedoeld.

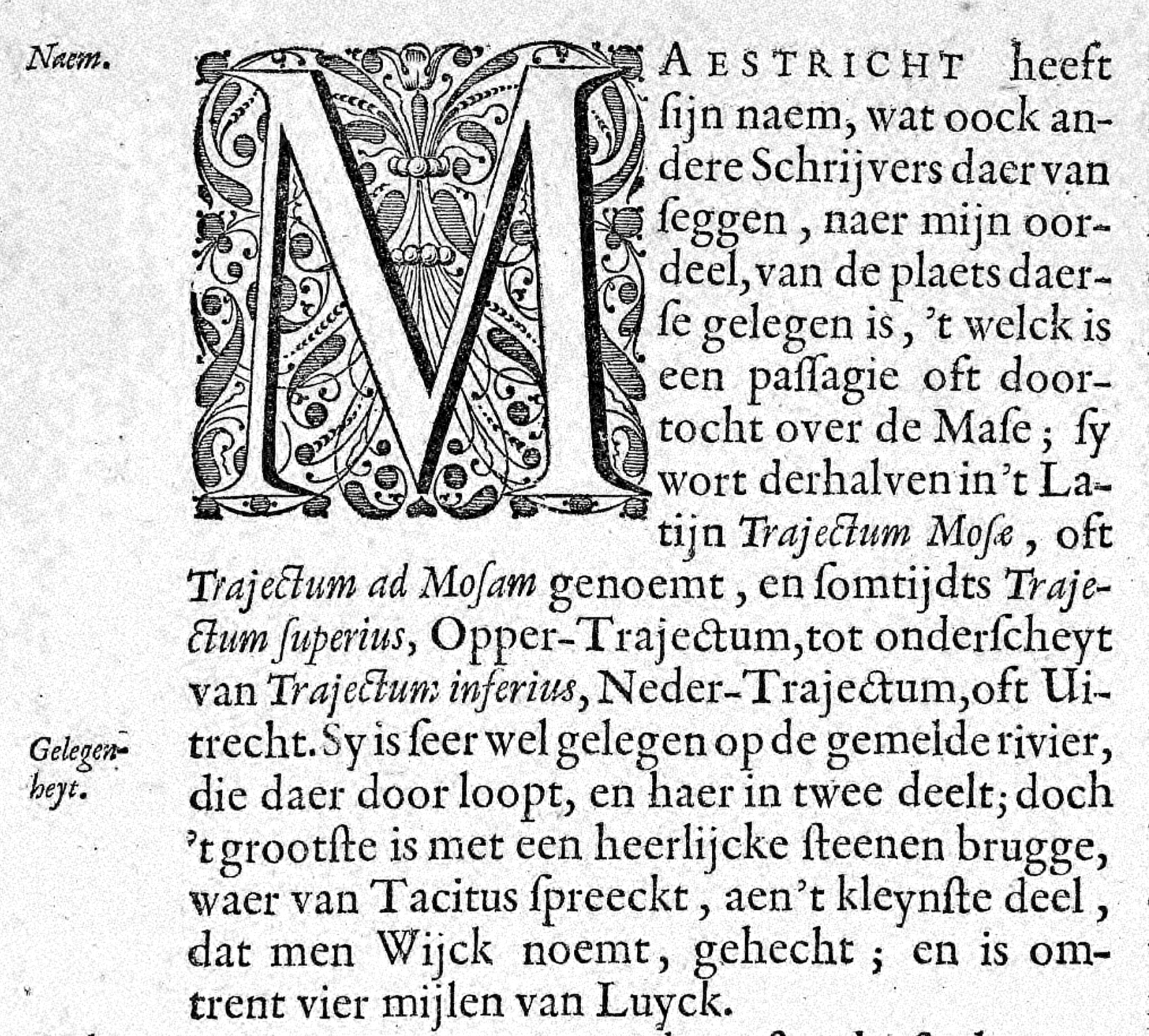
Verklaring van de naam Maastricht in het Stedenboek der Verenigde Nederlanden (Joan Blaeu, 1649)

Van veel plaatsen die bij rivierovergangen lagen is bekend dat ze door de Romeinen als Trajectum of Traiectum ("overgang") werden aangeduid. Vaak wordt verondersteld dat dit ook de naam was van Romeins Maastricht, maar daarvoor bestaat geen bewijs. Op de overgeleverde middeleeuwse kopie van de Peutingerkaart – een 3e- of 4e-eeuwse Romeinse reiskaart – lijkt Maastricht niet voor te komen. De oudste vermelding van Trajectum voor het huidige Maastricht stamt uit de vroege middeleeuwen. Gregorius van Tours schreef aan het eind van de zesde eeuw over Maastricht als ad Treiectinsem urbem. Andere oude benamingen voor Maastricht waren Treiiectum, Triieto, Trecta, Trectis, Trega, Treeg, Tri(e)ht of Treit, al dan niet in combinatie met Mosa, Mase, Mas of Maas.
In Nederland is een ander voorbeeld Traiectum (voor Utrecht), dat ter onderscheiding van Maastricht ook werd aangeduid als Trajectum ad Renum ("Tricht aan de Rijn"). Vanuit de Latijnse aanduiding Trajectum ontstond in de middeleeuwen het Oudnederlandse woord Triecht of Trecht, wellicht is dit het oudste Latijnse leenwoord in het Nederlands. In de middeleeuwen werd de naam Traiectum voor zowel Maastricht als Utrecht gebruikt. Voor Maastricht werd soms de nadere aanduiding Traiectum Superius gebruikt (superius in de zin van "hoger gelegen"); voor Utrecht was dat Traiectum Inferius, later Ultra Trajectum. Waar deze nadere aanduidingen ontbreken is soms sprake van verwarring, vooral omdat het hier om de twee belangrijkste (vroeg)middeleeuwse steden van Nederland gaat, die beide zetel van een bisdom waren.

## Geschiedenis van Romeins Maastricht

### Ontstaan van de Romeinse nederzetting
Omstreeks het jaar 50 v. Chr. werden de in de omgeving van Maastricht wonende Eburonen verpletterd door het oprukkende leger van de Romeinen onder bevel van Julius Caesar. Bij opgravingen in de jaren 1973-'75 en 2008 werd op het Plateau van Caestert, 4 kilometer ten zuiden van Maastricht, een vesting met een grootte van ca. 20 ha. opgegraven: het Oppidum Caestert. Het oppidum, dat waarschijnlijk gesticht is rond het jaar 100 v. Chr., wordt door sommigen gezien als het Atuatuca dat Caesar in 54 v. Chr. benutte als winterkamp voor anderhalf legioen.

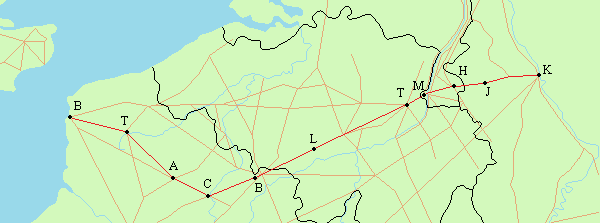
Tracé Via Belgica. M = Maastricht; T = Tongeren; H = Heerlen

Romeins Maastricht, later aangeduid als Mosa Trajectum, ontstond op het knooppunt van een rivier en een weg. Omstreeks het jaar 10 v. Chr. begonnen de Romeinen met de aanleg van een belangrijke oost-westheirbaan in het noordelijk deel van de provincie Gallië (Gallia Belgica). De weg liep van de Kanaalhaven Boulogne-sur-Mer via Doornik, Valenciennes, Tongeren en Maastricht naar Keulen. Recent (1999) hebben archeologen deze weg Via Belgica gedoopt. In Maastricht zijn delen van de weg opgegraven in de wijk Daalhof, ter plaatse Romeinsebaan genoemd. De weg liep langs de noordzijde van het Vrijthof via de Grote Staat naar de Maas. In Wyck is het verloop van de weg aangetoond in het noordelijk deel van de Rechtstraat. Wellicht bevond zich daartussen, tegenover de Jodenstraat en de Sint-Martinuskerk, de eerste rivieroversteekplaats.
In de eerste eeuw na Christus werd een paar honderd meter zuidelijker de Romeinse brug van Maastricht gebouwd. De Via Belgica vertoonde vanaf dat moment een dubbele knik bij de Maas: vóór het bereiken van de rivieroever boog de weg met een rechte hoek naar rechts en bij de brug weer naar links. De brug lag in het verlengde van de huidige Havenstraat-Eksterstraat in het Stokstraatkwartier en bestond uit stenen pijlers met een houten boogconstructie. De brug werd vele malen hersteld, maar zou tot 1275 standhouden. Langs de weg en bij de brug ontstonden zowel op de linker- als op de rechterrivieroever nederzettingen met huizen van hout en leem op smalle, langgerekte percelen. De nederzetting op de linkeroever bestond uit een kleine kern bij de brug en een straatdorp aan weerszijden van de Grote Staat. De nederzetting op de rechteroever is door riviererosie grotendeels weggespoeld. Buiten de nederzetting werden de doden langs de weg begraven, onder andere op het Vrijthof en bij het Sterreplein in de buurt Sint Maartenspoort.

### Midden-Romeinse tijd: Pax Romana
Romeins Maastricht was vier eeuwen lang een relatief kleine nederzetting, maar functioneerde waarschijnlijk wel als een bescheiden religieus en cultureel centrum bij een belangrijke rivieroversteek te midden van een relatief dichtbevolkt villalandschap tussen Tongeren en Heerlen. De bloeitijd lag tussen omstreeks 50 na Chr en 250 na Chr. De meeste archeologische vondsten dateren uit deze periode. Met name het grote aantal gevonden fragmenten van beeldhouwwerken (meer dan 230, merendeels in het Bonnefantenmuseum en Centre Céramique) is opmerkelijk. Daaronder bevinden zich fragmenten van vrijstaande godenbeelden, Jupiterpijlers en -zuilen, viergodenstenen, wijaltaren en grafmonumenten. Van de vele grafmonumenten die langs de uitvalswegen stonden was de 9 m hoge, waarschijnlijk door een Triers atelier vervaardigde 'Vogelpijler' wellicht de meest indrukwekkende. Nabij de Maasbrug, bij een knik in de weg, lag op een hoger gelegen terras de zogenaamde insula, de compacte nederzettingskern met enkele openbare gebouwen van steen. Twee gebouwen in de insula uit deze periode heeft men kunnen identificeren: aan de noordzijde van de weg lag een thermen-complex en aan de zuidzijde bevond zich een ommuurd Jupiter-heiligdom, dat mogelijk deel uitmaakte van een tempelcomplex. Een uit de Maas opgedregd groot kapiteel met gebeeldhouwde reliëfs van de strijd tussen goden en giganten ("gigantomachie") duidt wellicht op een derde openbaar gebouw met een zuilengalerij.

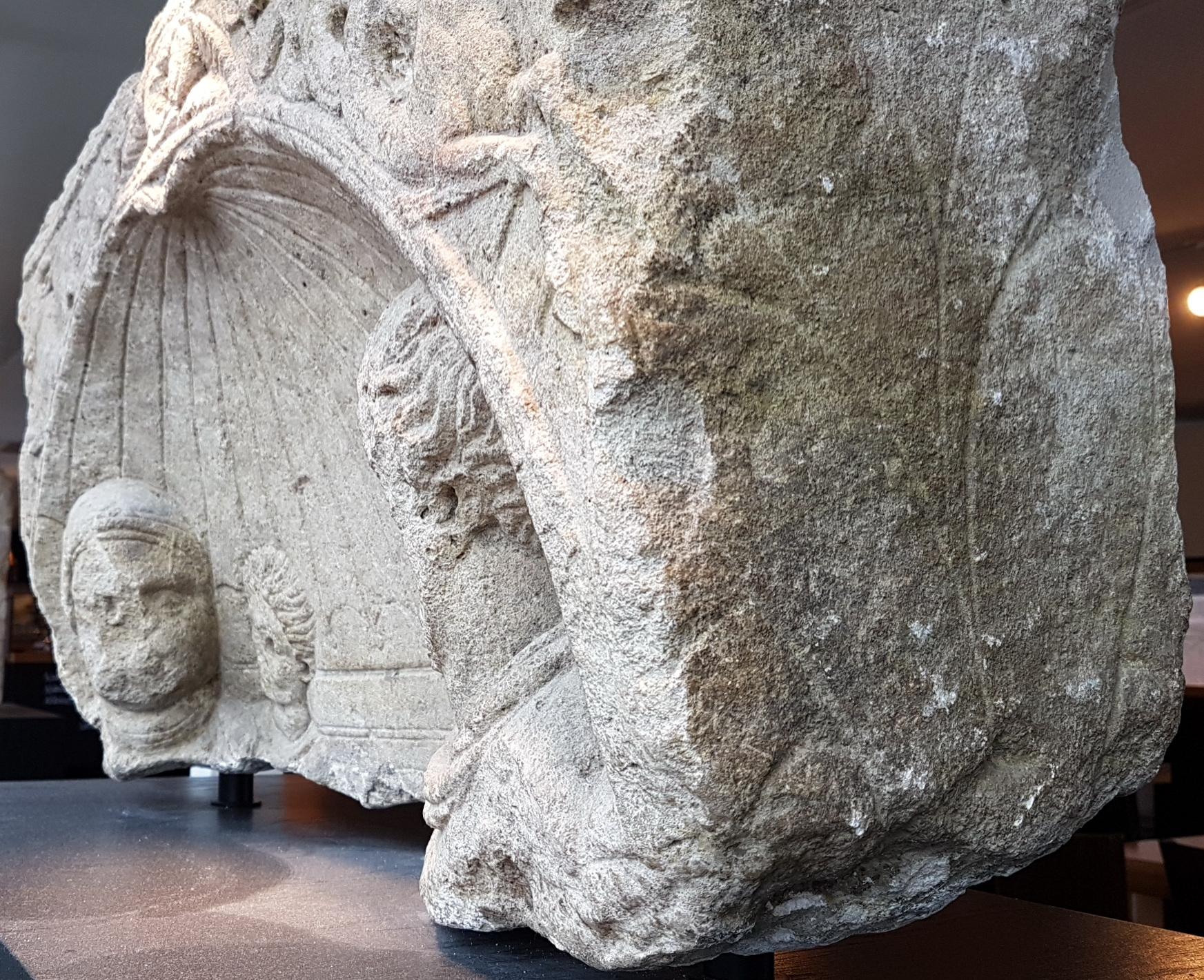
Reliëf van dodenmaal op grafmonument (2e eeuw)
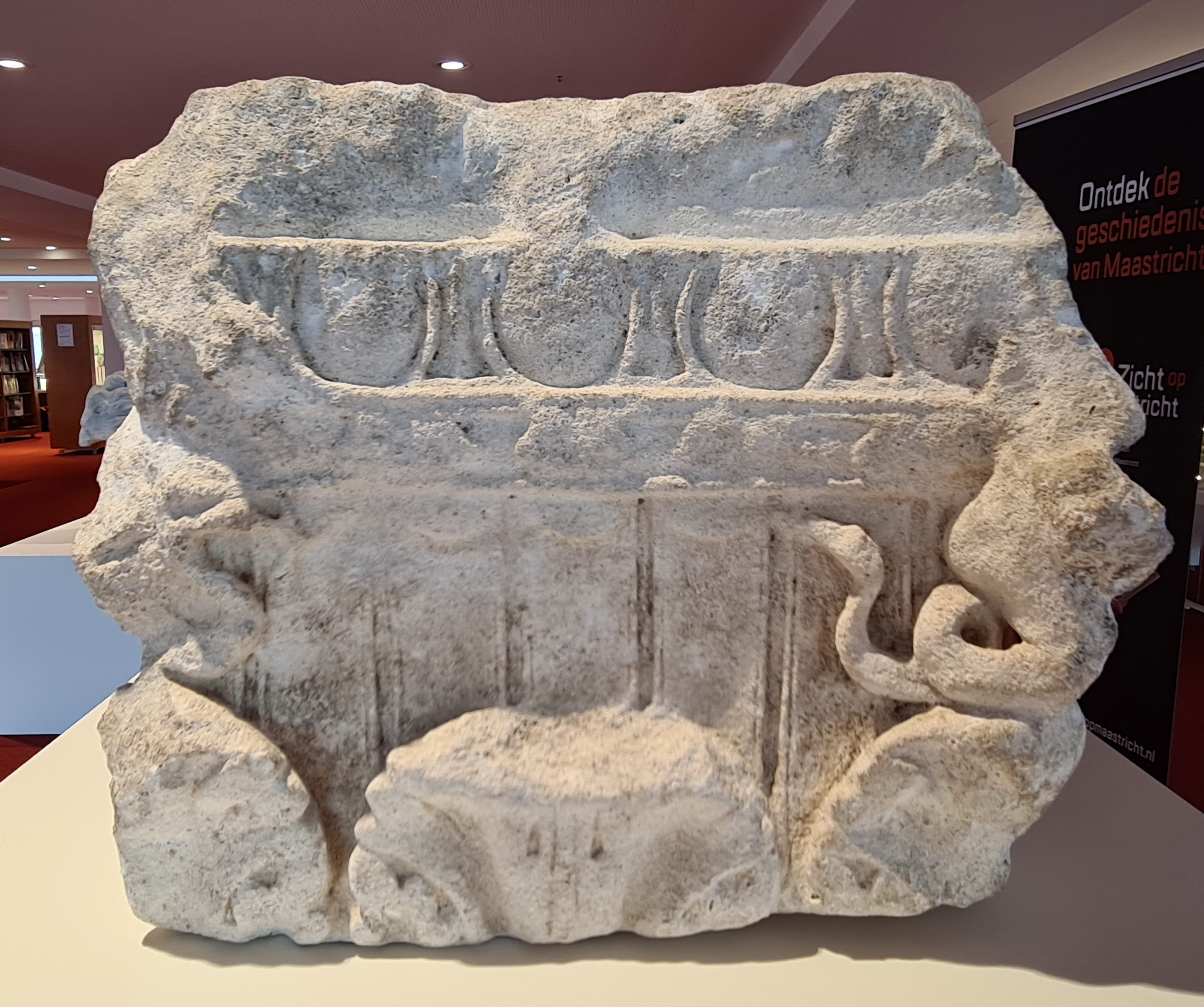
Kapiteel met giganten op de hoeken (3e kwart 2e eeuw)
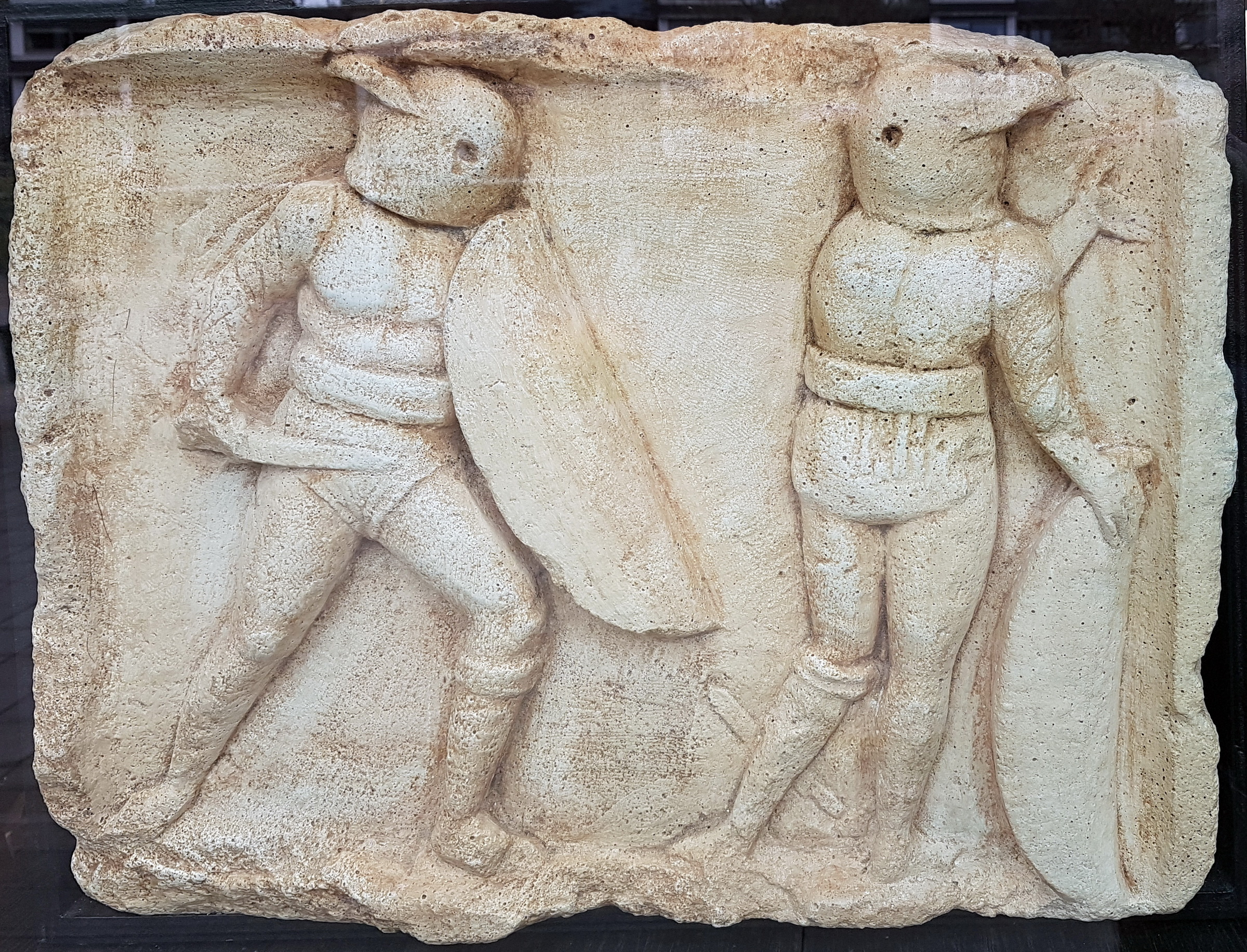
Reliëf met gladiatorengevecht (ca. 190-220)
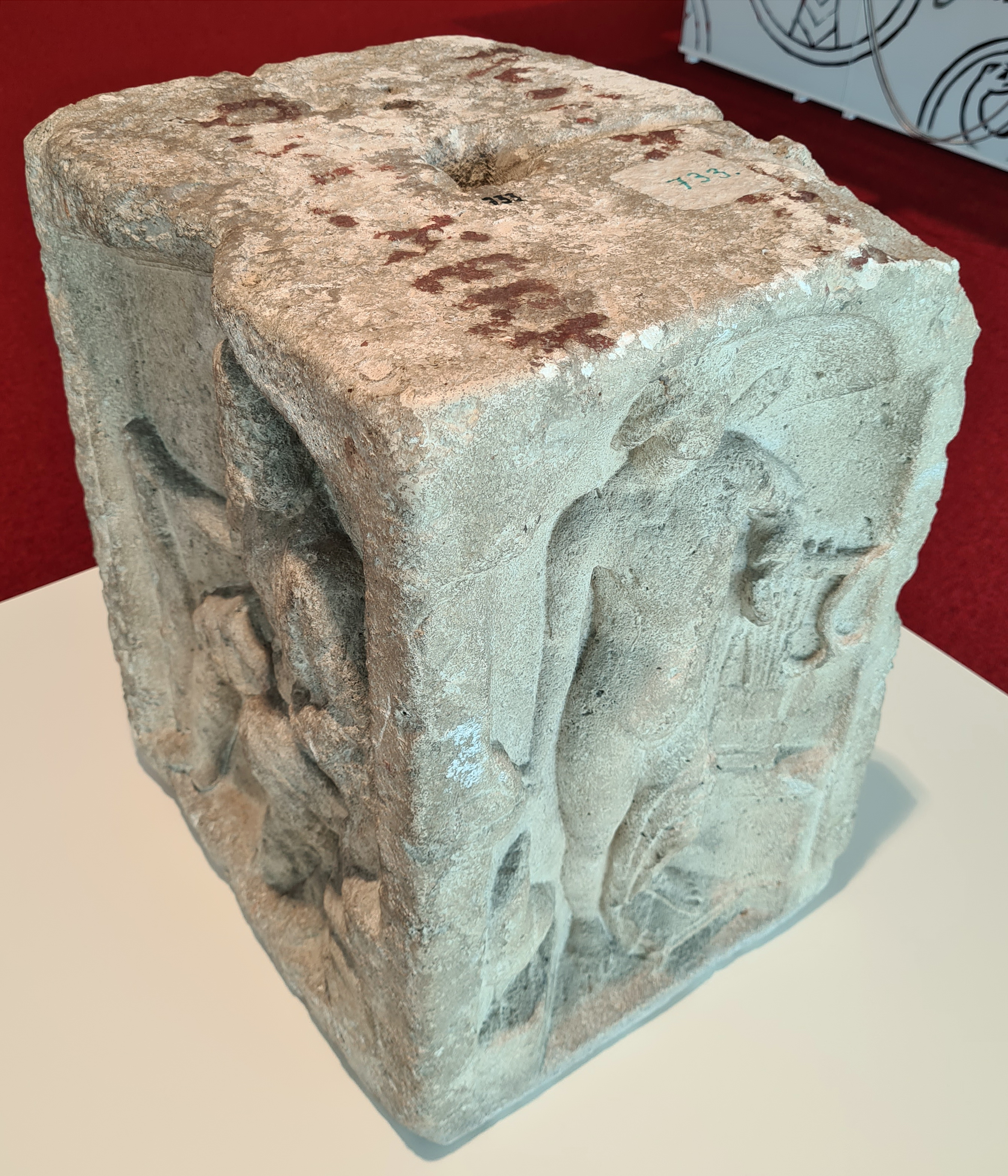
Viergodensteen met Hercules en Apollo (1e kwart 3e eeuw)

De overblijfselen van de thermen van Maastricht bevinden zich op een diepte van 5 à 6 meter onder de bestrating van het plein Op de Thermen. Het Romeinse badhuis dateert uit de 2e eeuw en werd nog in de 4e eeuw ingrijpend verbouwd. In 1840 werden voor het eerst restanten van dit bouwwerk aangetroffen, het eerste Romeinse bouwwerk dat in Maastricht werd opgegraven. In de jaren 1960 deed de Rijksdienst voor het Oudheidkundig Bodemonderzoek onder leiding van Jules Bogaers opnieuw onderzoek naar het badhuis. Bij deze opgraving werd het complete thermencomplex blootgelegd, gedocumenteerd en daarna met zilverzand afgedekt. Het badencomplex beschikte over een hypocaustum, een caldarium, een tepidarium en een frigidarium, verder waren kleedruimtes, een winkel, een sportveld en wellicht een zwembad aanwezig. De Maastrichtse thermen zullen in de Romeinse nederzetting (Mosa Trajectum?) een belangrijke rol gespeeld hebben als ontmoetingsplaats, wellicht ook voor militairen, bewoners van villae uit de omgeving en reizigers.
Aan het Onze-Lieve-Vrouweplein bevindt zich in het souterrain van een hotel de Museumkelder Derlon, waarin een opgraving van Romeins Maastricht uit 1983 geconserveerd is. Bij deze opgraving werden door de Maastrichtse stadsarcheoloog Titus Panhuysen onder meer resten van een Romeins heiligdom uit de eerste helft van de 2e eeuw na Chr. blootgelegd. Opgegraven werden onder andere de voorgevel van het heiligdom met een toegangspoort, een met rode mortel afgewerkt tempelplein en een ommuurd perk met een deel van het voetstuk van een 9 meter hoge, vierkante pijler met daarop een meer dan levensgroot bronzen standbeeld van Jupiter. Behalve het voetstuk, zijn van de met reliëfs versierde Jupiterpijler van Derlon een twaalftal fragmenten teruggevonden. In de omgeving werden tevens twee gebeeldhouwde boogstukken van de toegangspoort aangetroffen, en een viergodensteen die de sokkel vormde van een circa drie meter hoge Jupiterzuil. Het hart van het heiligdom, de eigenlijke tempel, ligt volgens archeoloog Panhuysen waarschijnlijk nog onder de naastgelegen Onze-Lieve-Vrouwebasiliek, waar nog geen archeologische opgravingen hebben plaatsgevonden.
Ook het op de rechter Maasoever gelegen stadsdeel Wyck was in deze tijd bewoond. In 1990 werden in de Rechtstraat vlak bij de Sint-Martinuskerk bewoningsrestanten uit de 1e eeuw na Chr. aangetroffen. Omstreeks 1850 kwam bij de afbraak van de oude Sint-Martinuskerk de torso van een Mercuriusbeeld uit het derde kwart van de 1e eeuw aan het licht. Aan de randen van de stad lagen enkele villae rusticae: de Romeinse villa Borgharen-Pasestraat, de Gallo-Romeinse villa van Smeermaas, de Romeinse villa Maastricht-Louwberg en de Romeinse villa Backerbosch in Cadier en Keer.

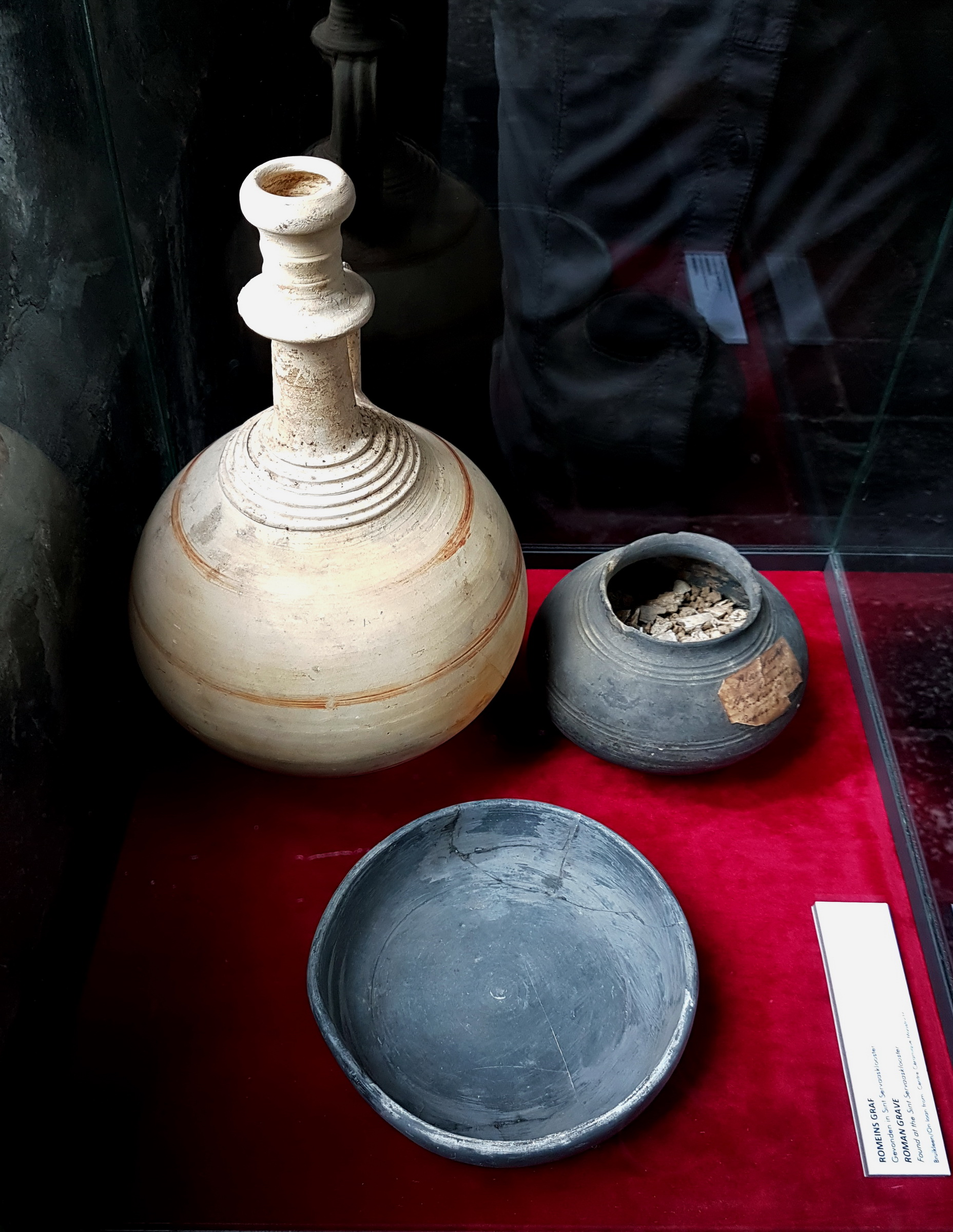
Aardewerk uit crematiegraf, Keizer Karelplein
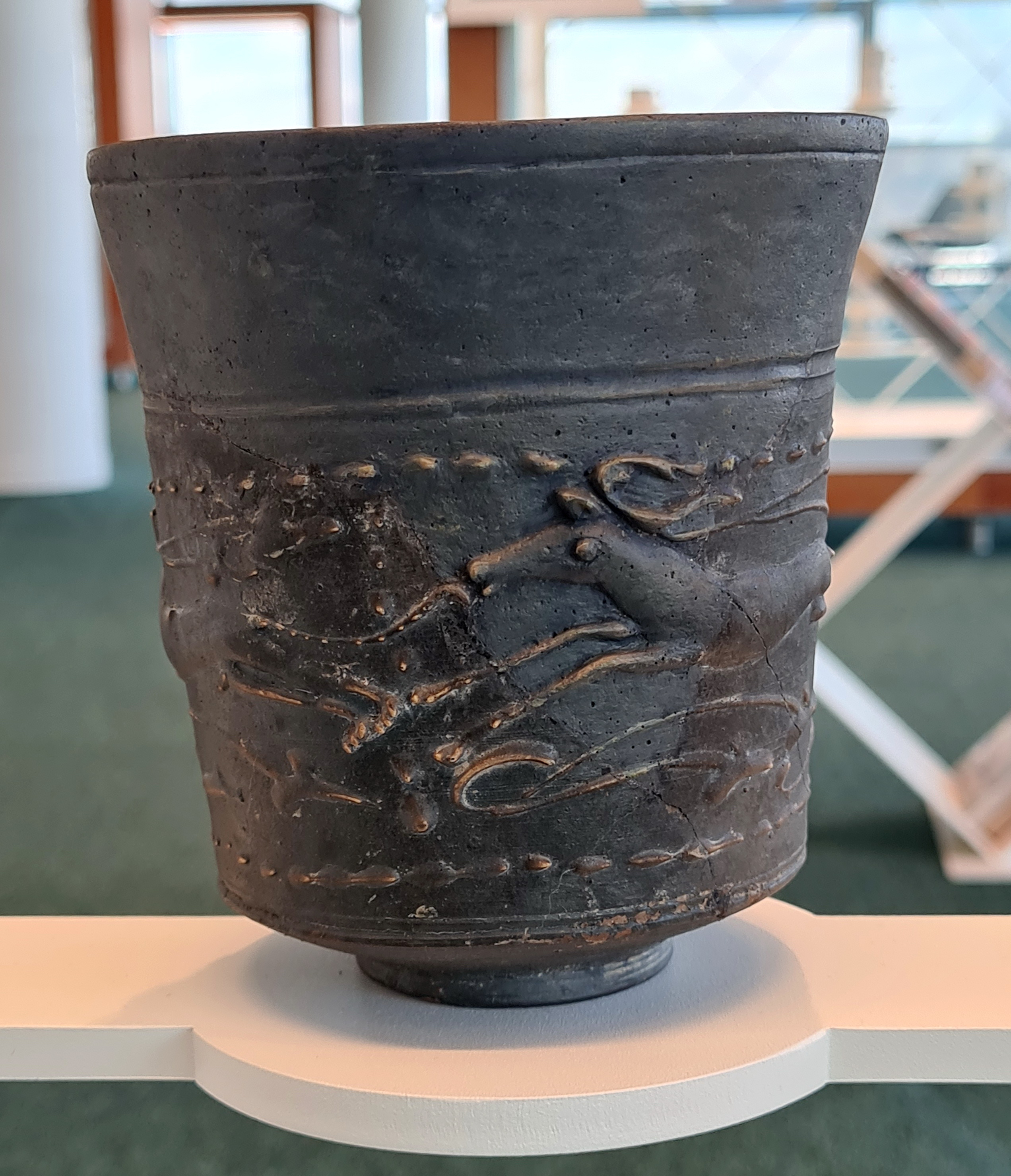
Beker met jachtscène, Sint Bernardusstraat
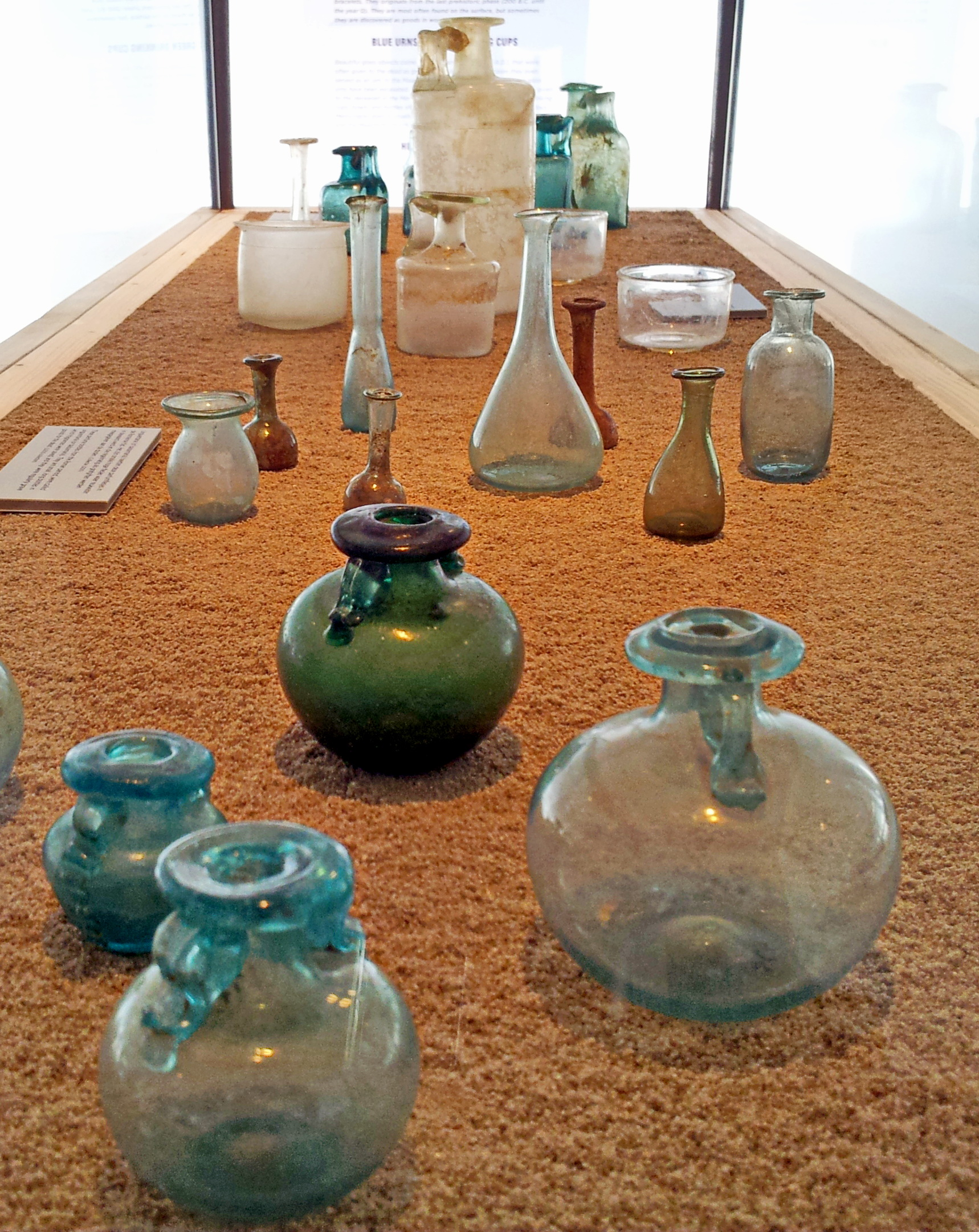
Romeins glaswerk uit Maastricht en omgeving
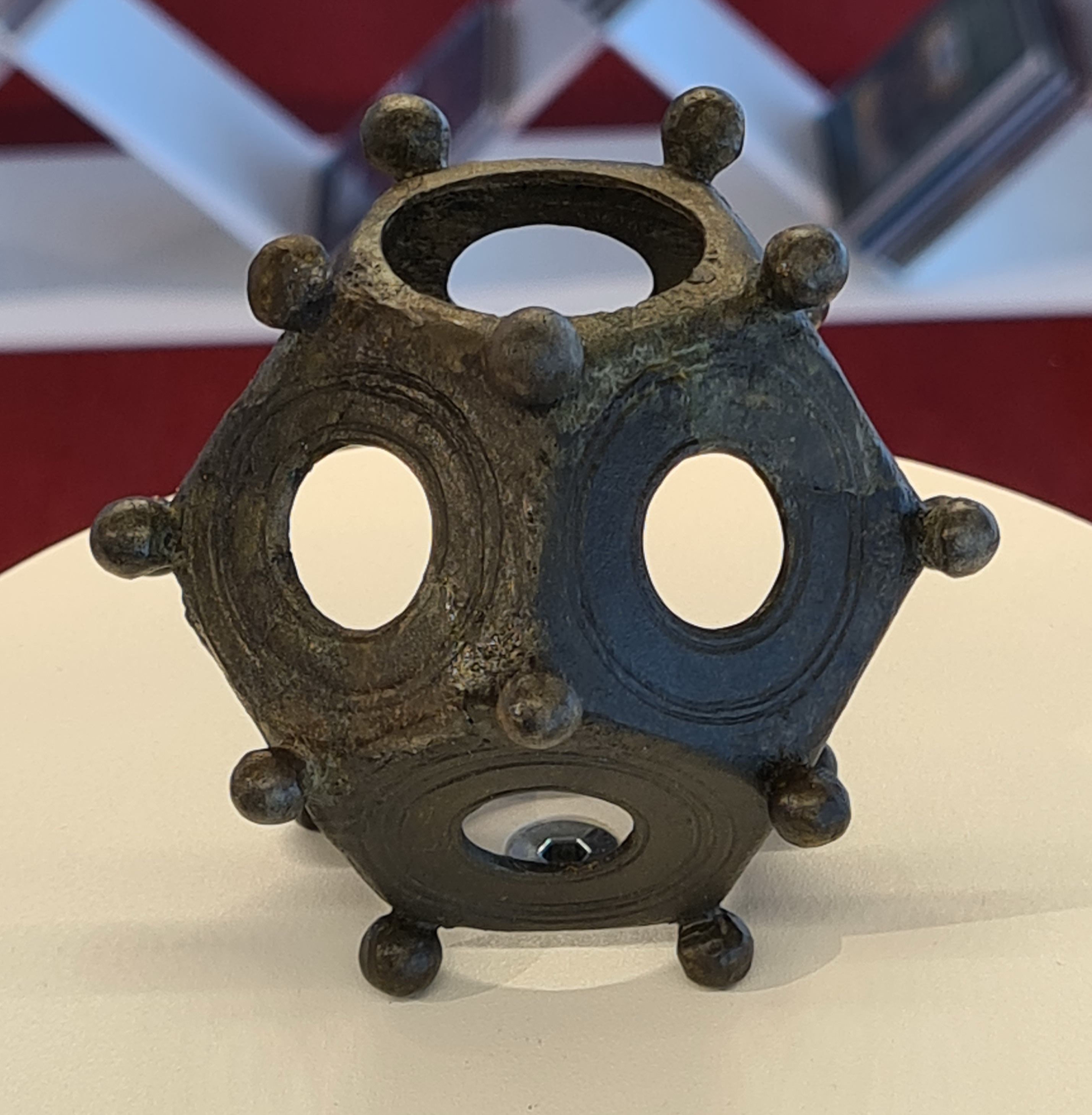
Romeinse dodecaëder, A2-tunnel

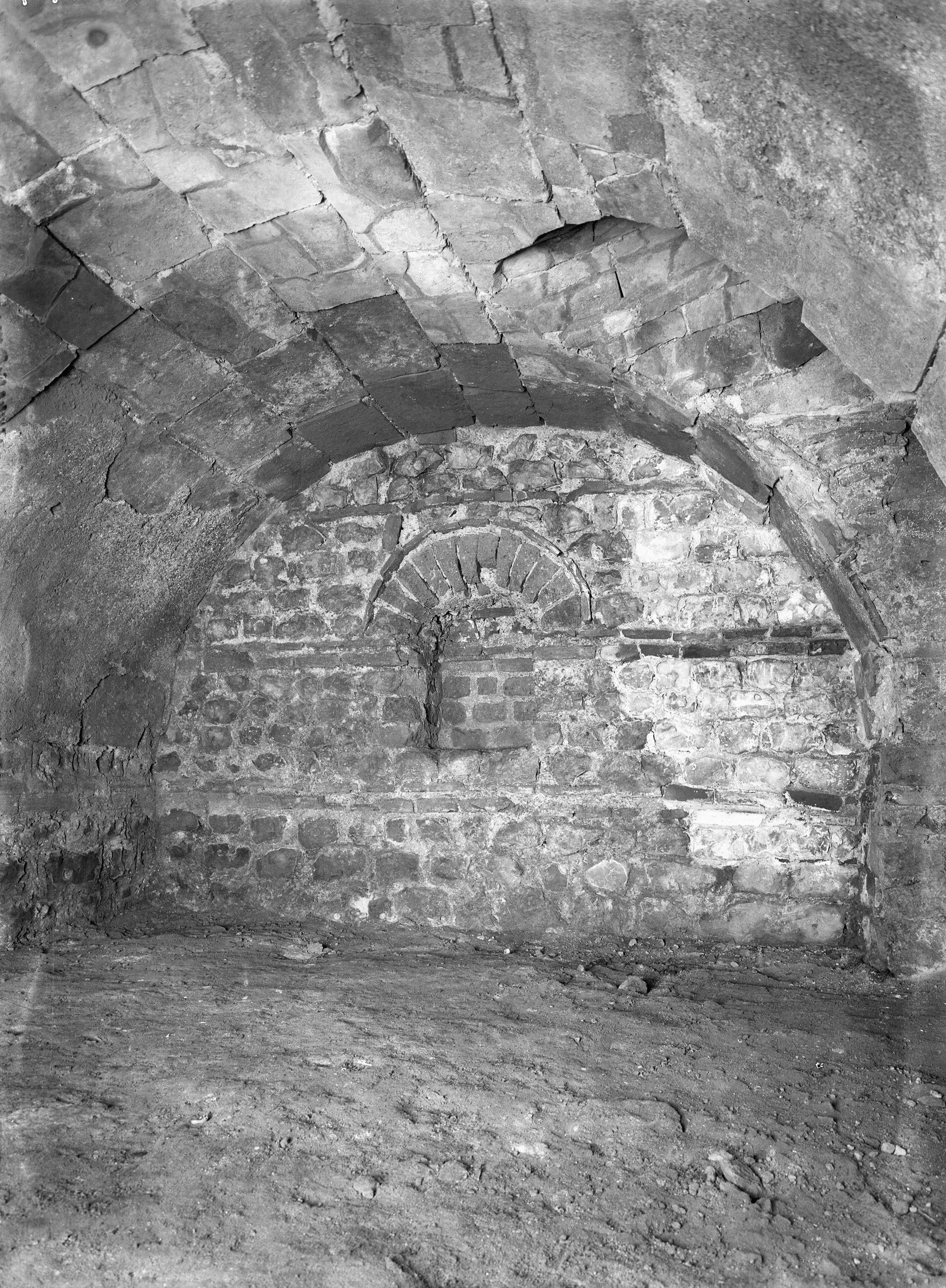
Stokstraat 46: laat-Romeinse kelder

### Laat-Romeinse tijd: castellum en begin christendom

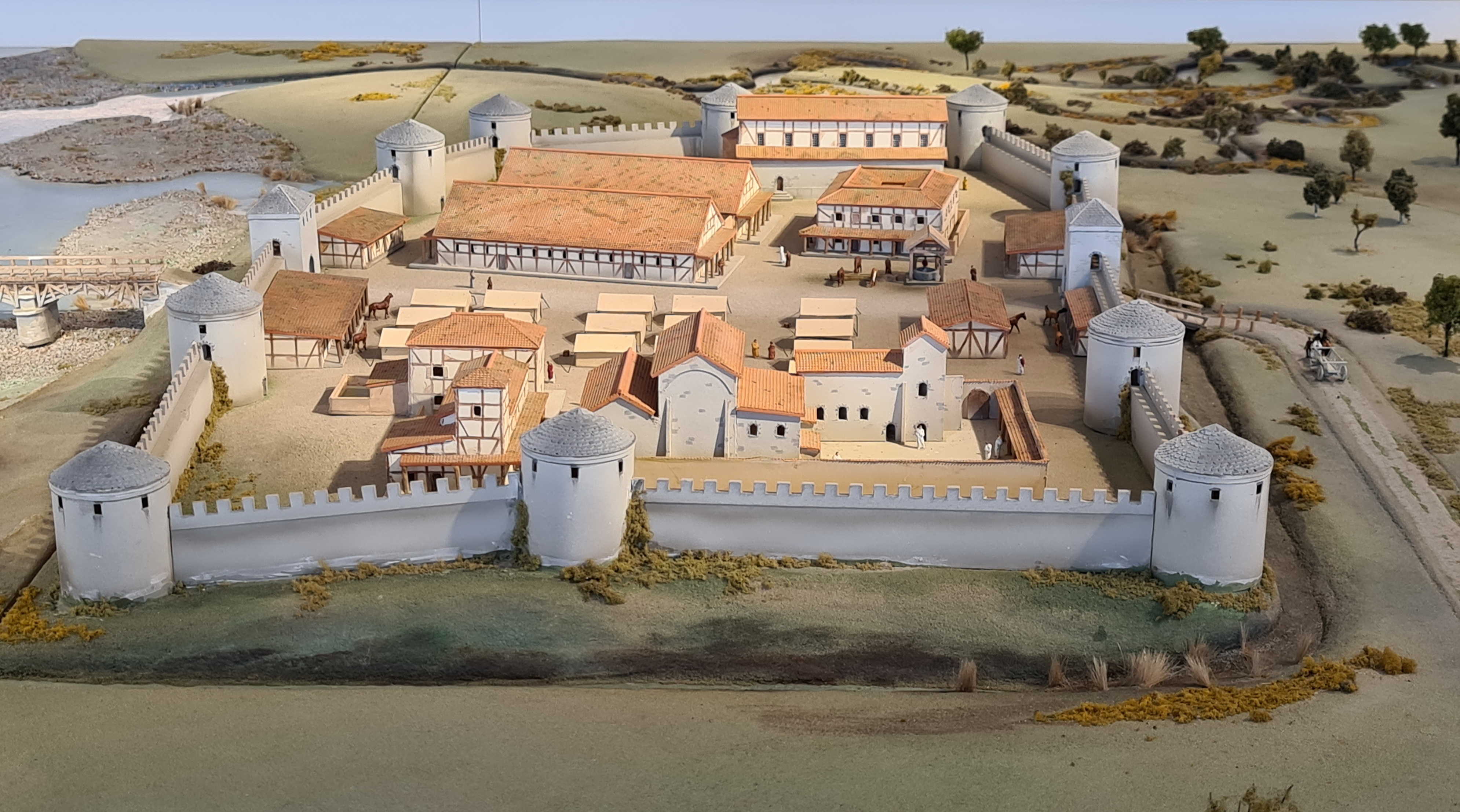
4e-eeuws castellum van Maastricht (maquette A. Schiffeleers, 1992)

Rond 270 na Chr. werd de Romeinse nederzetting bij de Maasbrug verwoest door invallende Germaanse stammen. Ter bescherming van de brug werd omstreeks 333 op de linkeroever een castellum gebouwd, een ommuurd en omgracht legerkamp met tien torens en twee poorten, het castellum van Maastricht. Waarschijnlijk bevond zich op de rechteroever in Wyck een soortgelijk fort. De bouw ervan paste binnen het beleid van keizer Constantijn de Grote om op strategische plaatsen in de uithoeken van het rijk troepen (comitatenses) te stationeren, die bij invallen van vijandige stammen snel paraat zouden zijn. Over het gebruik van het Maastrichtse castellum in de laat-Romeinse tijd is weinig bekend. Vermoed wordt dat het een militaire functie had, maar bewijs daarvoor is tot op heden niet gevonden. Wel is binnen het castellum een groot drieschepig gebouw aangetroffen, waarschijnlijk een horreum, een graanschuur uit de 4e eeuw. Het verwoeste thermencomplex werd in deze periode opnieuw opgebouwd.

Rond deze tijd kreeg het christendom steeds meer voet aan de grond in het Romeinse rijk. Vanuit de centra Trier, Keulen en Tongeren werden ook kerken gesticht in dit deel van het rijk. Het oudste, tastbare bewijs van christelijk leven in Maastricht is de grafsteen van Amabilis uit de vijfde eeuw in het lapidarium van de Sint-Servaasbasiliek. De van oorsprong Armeense missionaris en bisschop van Tongeren Servatius overleed volgens de overlevering eind 4e eeuw te Maastricht en werd er begraven op de Romeinse begraafplaats langs de Via Belgica, het tegenwoordige Vrijthof. Zijn graf ontwikkelde zich al snel tot een bedevaartplaats van betekenis en leidde in de 6e eeuw tot de bouw van de eerste Sint-Servaaskerk. Eromheen ontstond een tweede bewoningskern, waarmee Maastricht een nieuw hoofdstuk tegemoet ging.

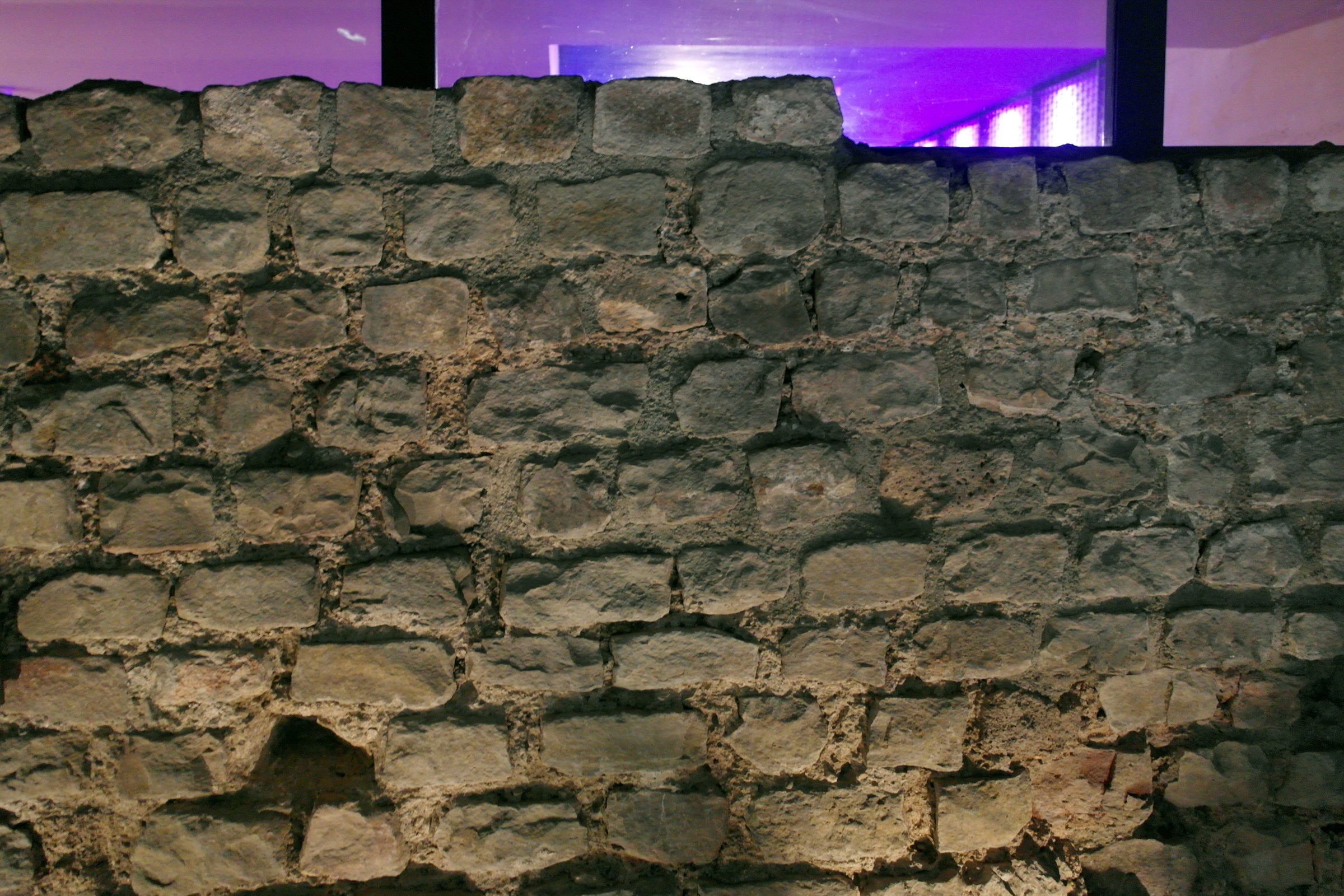
Castellummuur uit ca. 333 (Museumkelder Derlon)
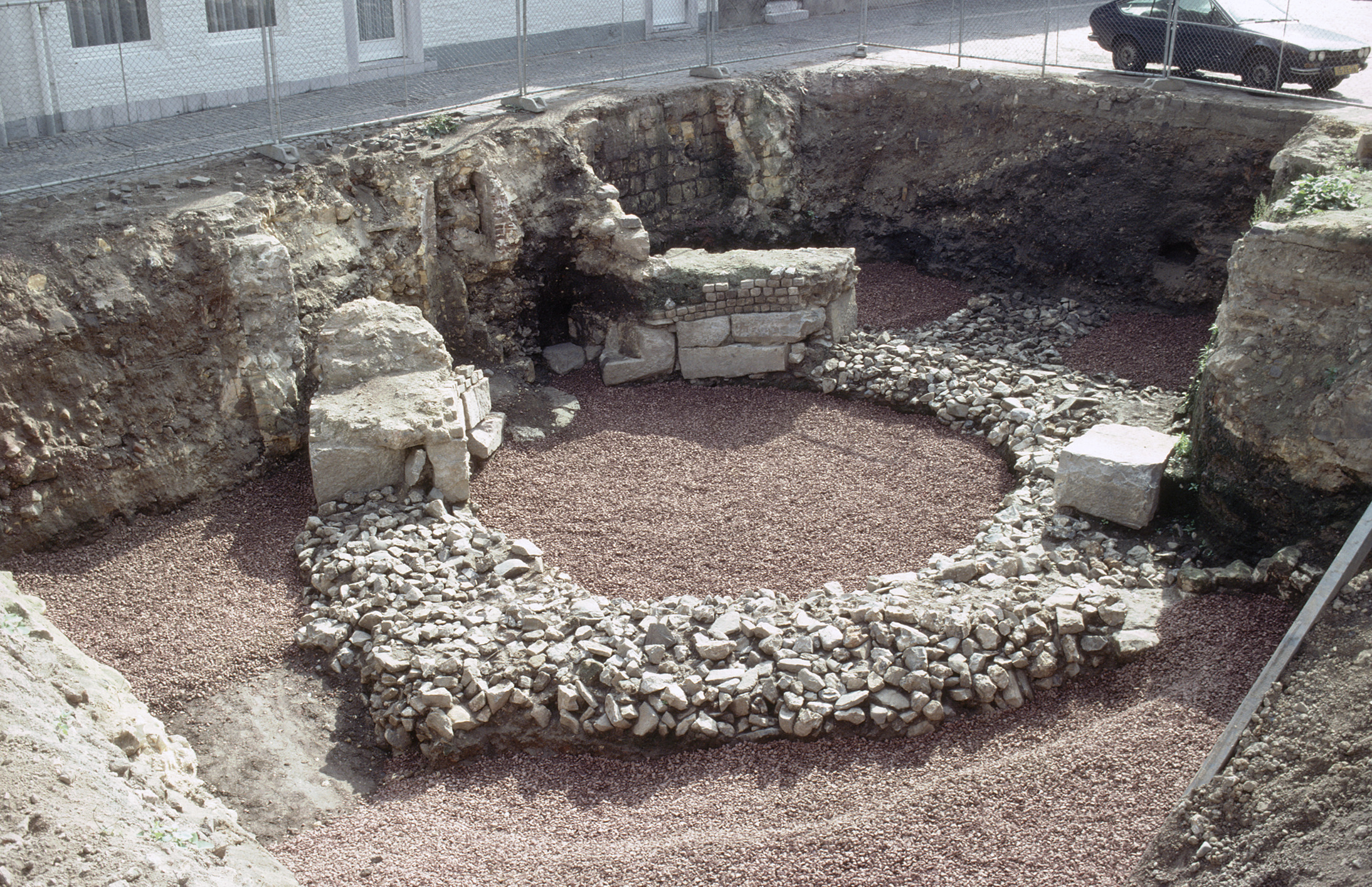
Castellumtoren (opgraving Houtmaas, 1982)
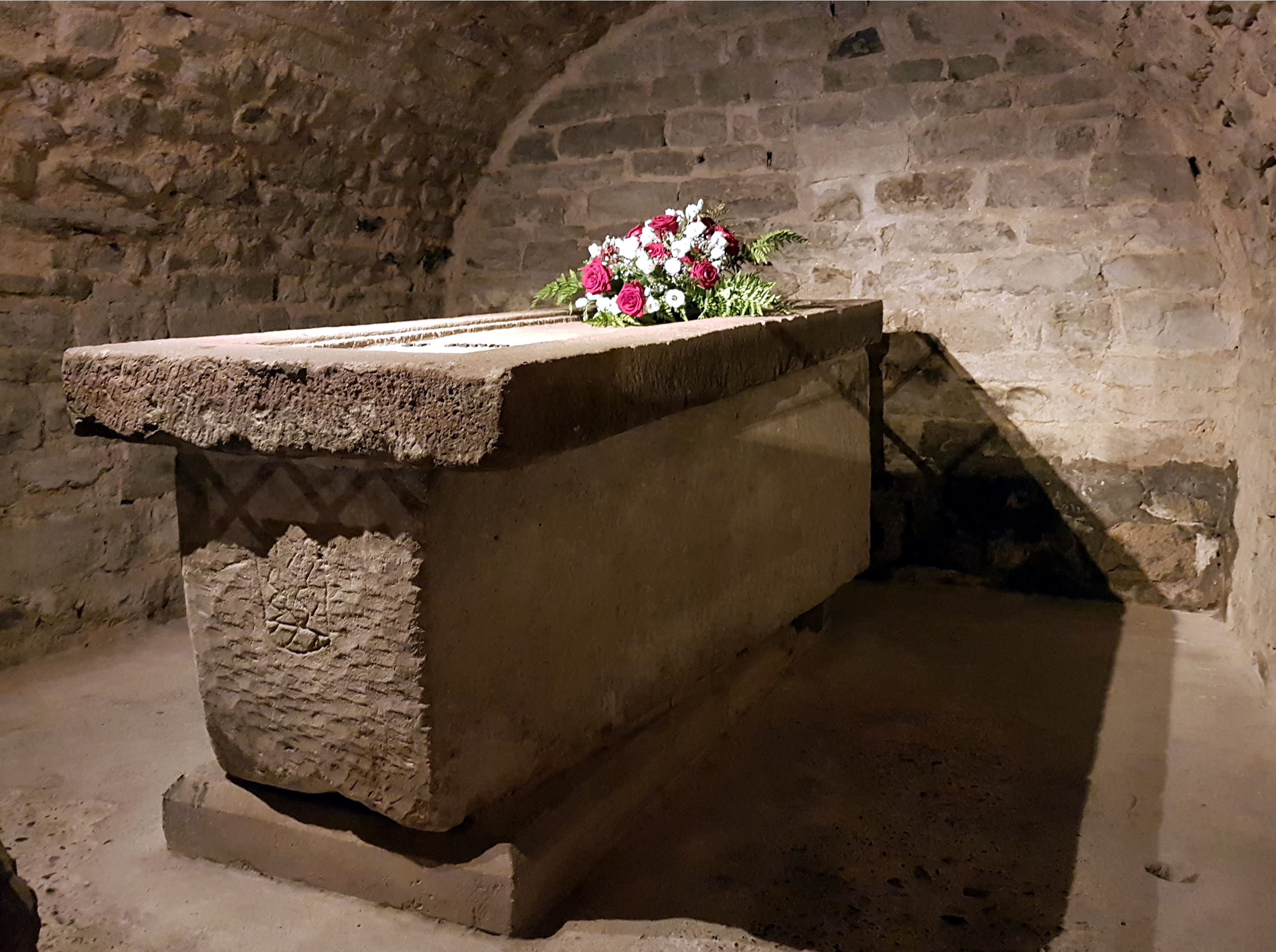
Crypte van Sint-Servaas (4e eeuw?)
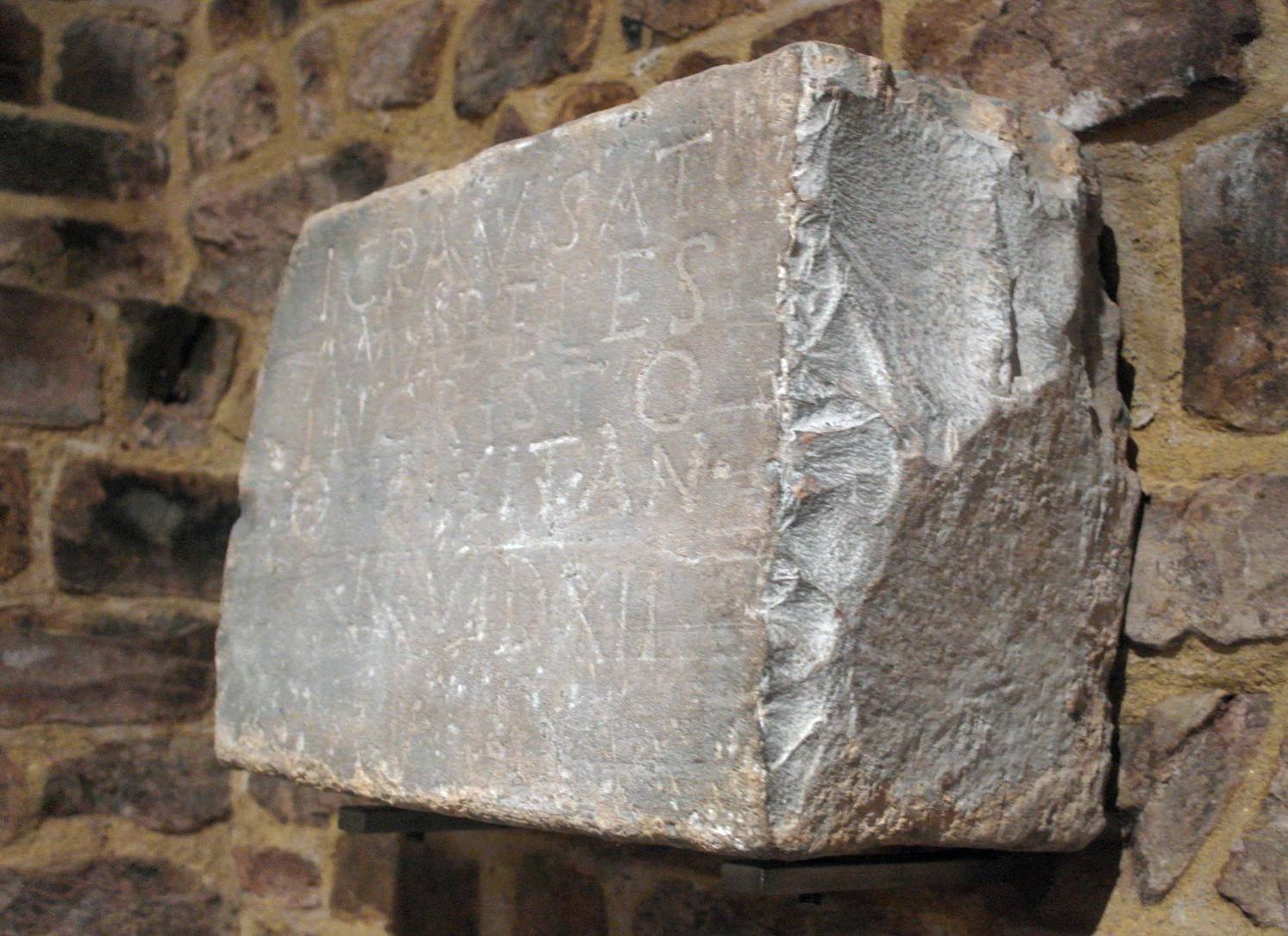
Grafsteen van Amabilis (5e eeuw)

## Erfgoed, musea, gedenktekens
Hoewel de hoeveelheid overblijfselen uit de Romeinse tijd in Maastricht aanzienlijk is, groter dan in veel plaatsen die Maastricht in omvang of status overtreffen, is er geen museum dat een overzicht biedt van deze periode. De kleine Museumkelder Derlon biedt slechts informatie over het daar opgegraven heiligdom en castellum, en is bovendien beperkt toegankelijk. Het Rijksmuseum van Oudheden in Leiden bezit eveneens Romeinse bodemvondsten uit Maastricht, meest afkomstig van opgravingen door de Rijksdienst voor het Oudheidkundig Bodemonderzoek (ROB) en voorgangers.

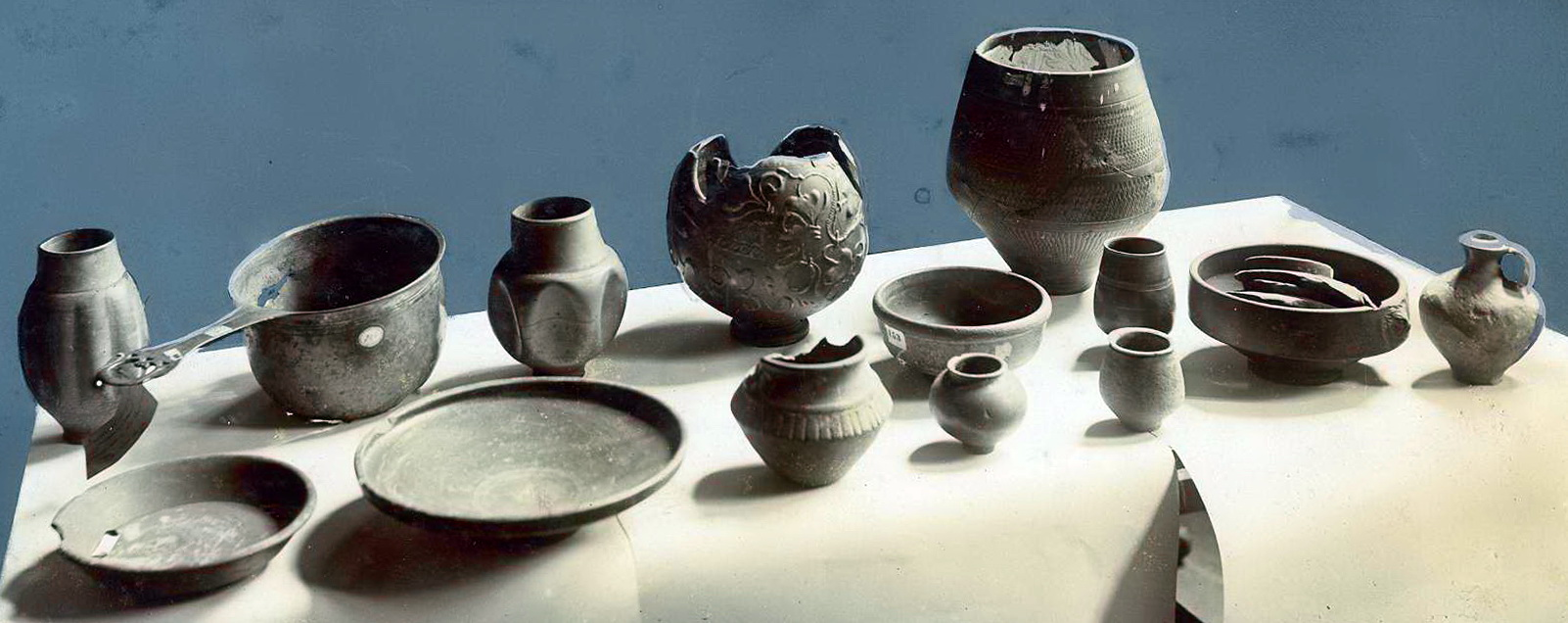
Romeins aardewerk en metalen pannetje in de collectie van het LGOG, 1930

Veel oudere, archeologische vondsten zijn eigendom van Limburgs Geschied- en Oudheidkundig Genootschap en behoorden tot 1999 tot de collectie van het Bonnefantenmuseum. Nadat dit museum zich uitsluitend op kunst ging richten, verhuisden de archeologische en historische collecties deels naar het Centre Céramique, deels naar het in 1993 te Venlo opgerichte Limburgs Museum. In het Centre Céramique, waar zich het gemeentelijk archeologisch depot bevindt, waren tot 2023 wisselende tentoonstellingen te zien met betrekking tot het Maastrichtse verleden, waarbij incidenteel het Romeinse verleden aan bod kwam. In 2023 opende het Maastricht Museum in het Centre Céramique, met onder andere een permanente expositie van Romeins erfgoed. Het museum toont tevens de door A. Schiffeleers vervaardigde maquette van het laat-Romeinse castellum.
Bij opgravingen in de Sint-Servaasbasiliek in de jaren 1980 zijn restanten gevonden van wat waarschijnlijk de laat-Romeinse grafkapel (cella memoriae) van Sint-Servaas was. De opgraving is niet toegankelijk gemaakt. Een hardstenen sarcofaag in de vieringscrypte van de kerk, waarin eeuwenlang de relieken van enkele Maastrichtse bisschoppen werden bewaard, is eveneens laat-Romeins (met vermoedelijk 17e-eeuwse beschildering). In een andere crypte bevinden zich vroegchristelijke grafstenen, die de overgang naar de middeleeuwen markeren. De Schatkamer van de Sint-Servaasbasiliek bezit diverse voorwerpen, deels afkomstig van archeologische opgravingen, waarvan vaststaat dat ze Romeins zijn. De zogenaamde drinknap van Sint-Servaas wordt al sinds mensenheugenis door pelgrims vereerd en is een millifioriglas uit de eerste eeuw na Chr.

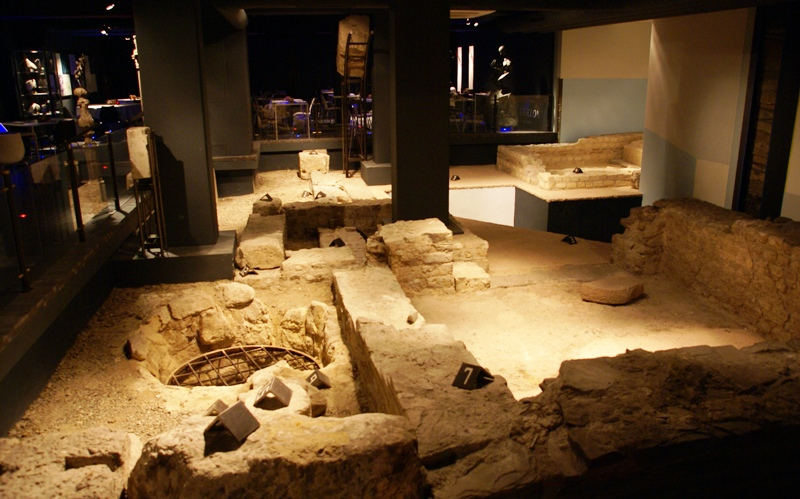
Romeins heiligdom, Museumkelder Derlon
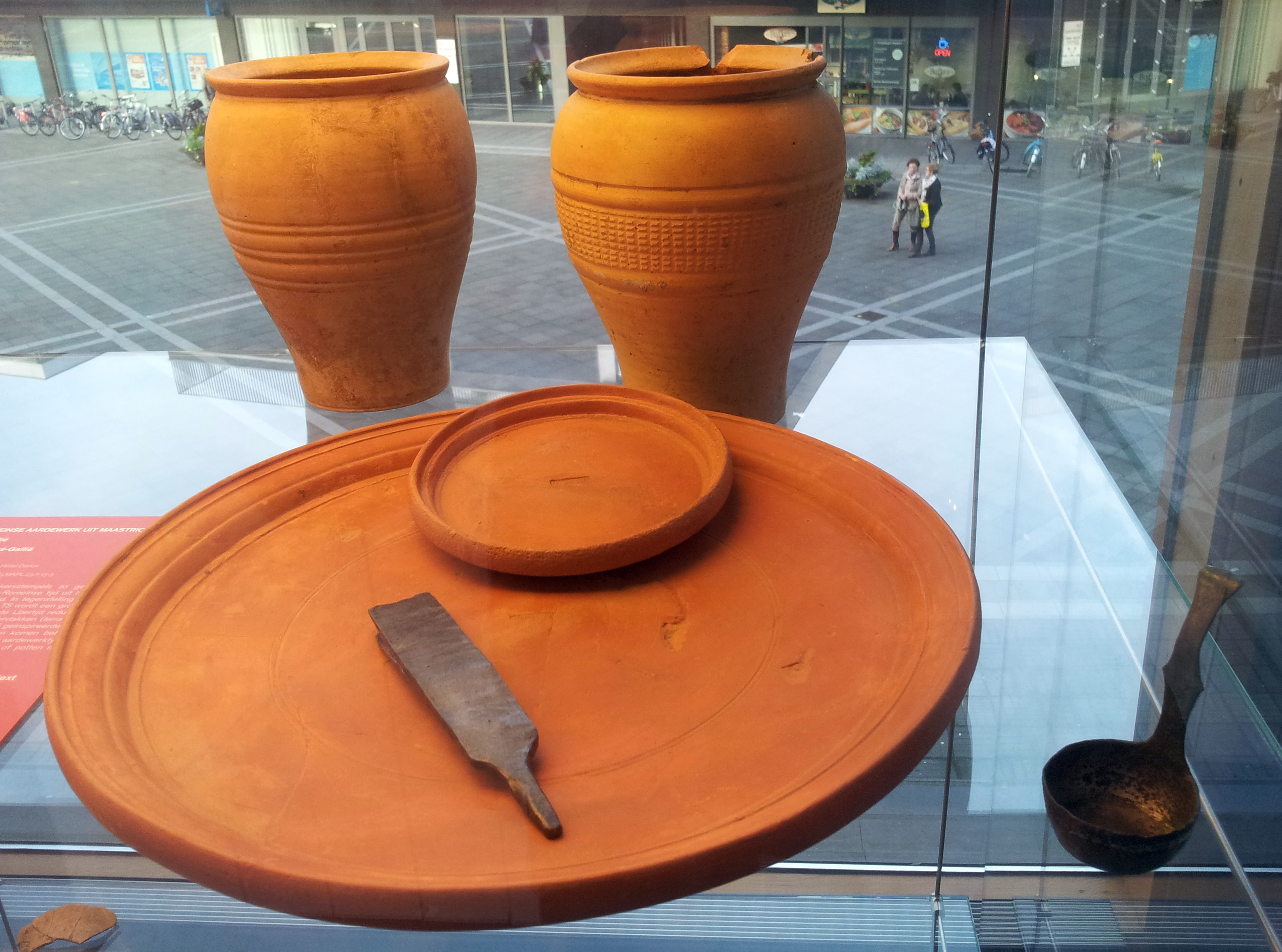
Grafvondst uit Blauwdorp, Centre Céramique
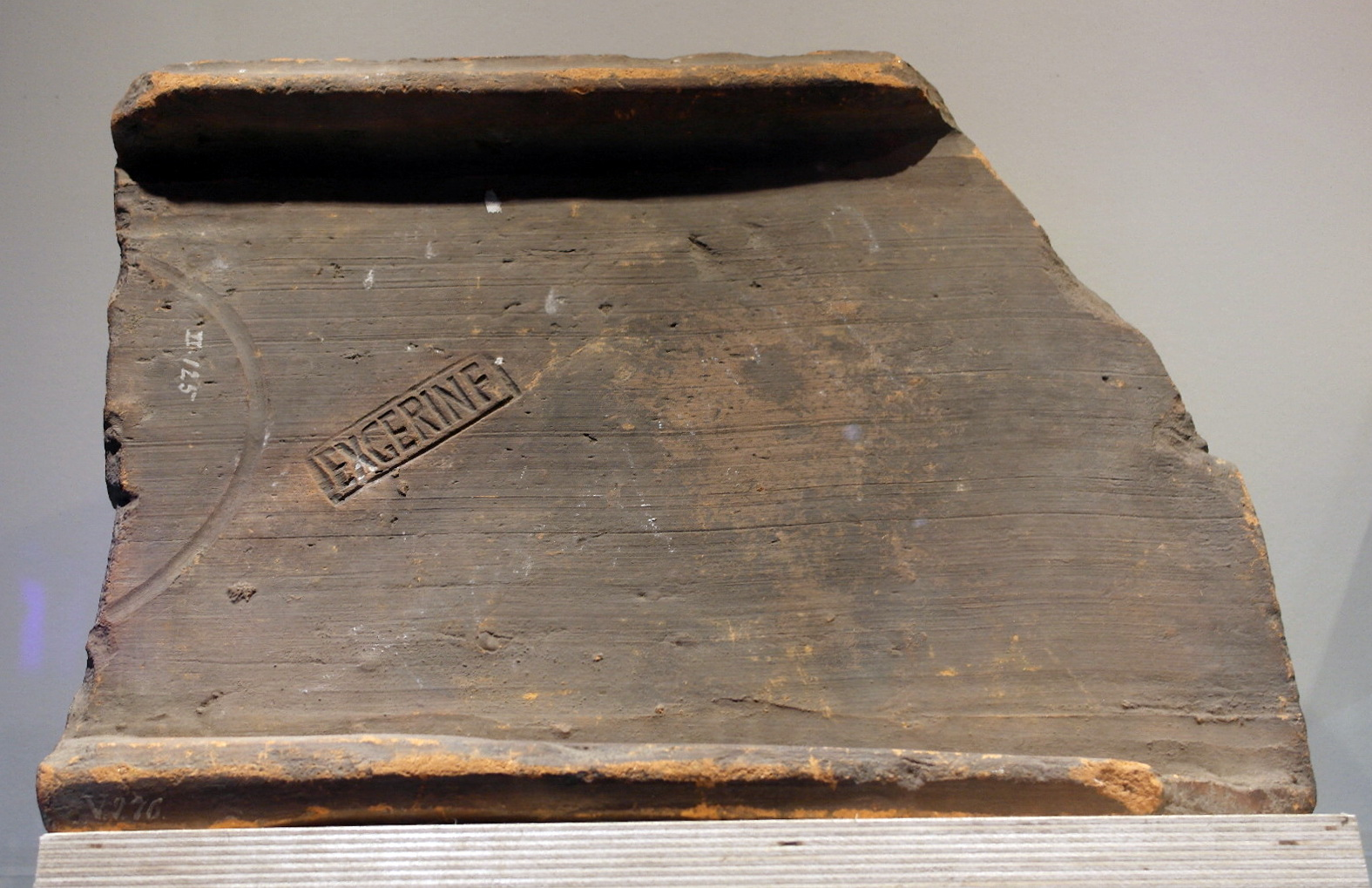
Dakpan met inscriptie, Limburgs Museum
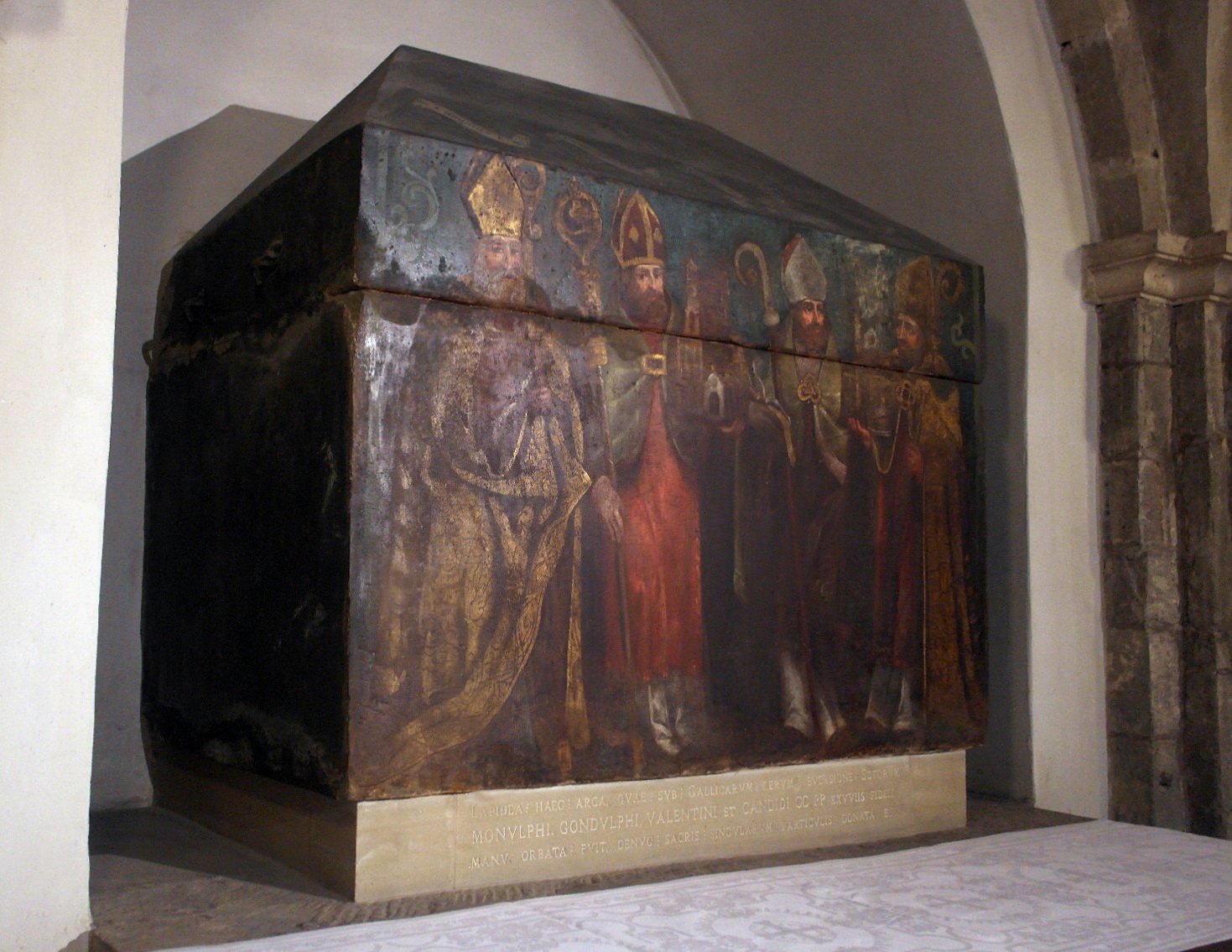
Laat-Romeinse sarcofaag, crypte Sint-Servaasbasiliek

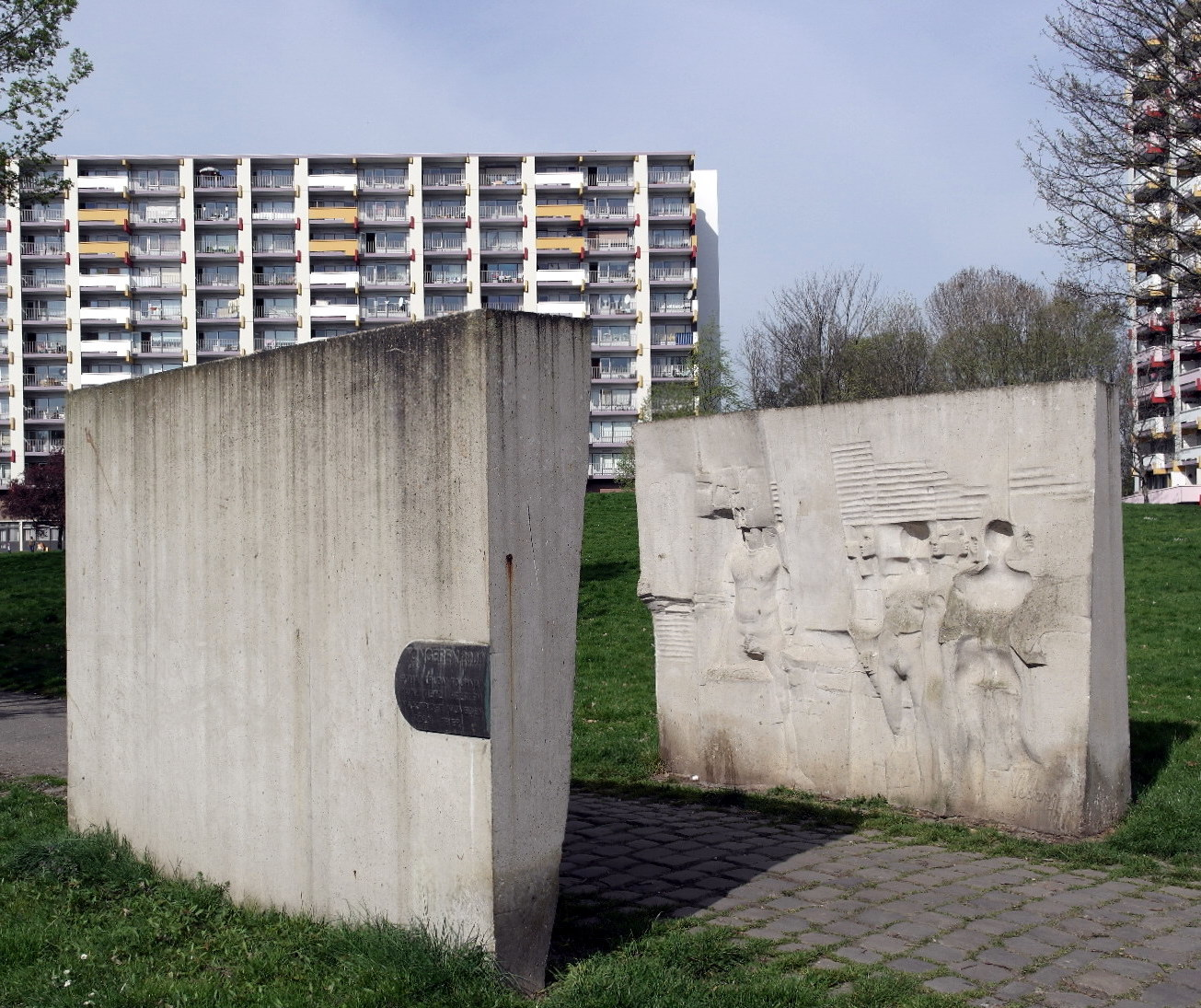
Billenniummonument (Raf Verjans, 1985) aan de Romeinsebaan in Daalhof

In het Maastrichtse straatbeeld zijn op diverse plaatsen restanten van of verwijzingen naar het Romeinse verleden te zien. In de zuidwestelijke woonwijk Daalhof, waar vrijwel alle straatnamen verwijzen naar de Romeinse godenwereld, is de hoofdweg Via Belgica als landelijk weggetje met de enigszins overdreven benaming Romeinsebaan bewaard gebleven. In 1985 werd ter accentuering van de weg het Billenniummonument van de Belgische kunstenaar Raf Verjans geplaatst. In het centrum van Maastricht volgde de Via Belgica het tracé Brusselsestraat, Vrijthof (noordzijde), Grote Staat en Jodenstraat, waar zich waarschijnlijk een doorwaadbare plaats in de Maas bevond. Na het gereedkomen van de Maasbrug liep de weg met een bocht via de Havenstraat naar de brug, en na de bouw van het castellum veranderde dat laatste stuk waarschijnlijk in het tracé Kleine Staat, Kersenmarkt, Wolfstraat, Plankstraat en Eksterstraat. De twee laatstgenoemde straten lagen binnen het castellum, tussen de westpoort en de oostpoort. Die laatste gaf toegang tot de brug. In Wyck is de Via Belgica niet af te lezen in het stratenpatroon.
De Romeinse insula en het latere castellum zijn door de verhoogde ligging van het Stokstraatkwartier te herkennen. De plaats van de Romeinse brug van Maastricht wordt sinds 1985 gemarkeerd door een uitzichtplatform, waarop aanvankelijk het beeld Knikkerende kinderen was geplaatst. In 2005 werd dat vervangen door het meer toepasselijke beeld Pons Mosae  van Jo Schoenmakers en Arno Meijs. Het betreft een op een stalen zuil geplaatste kopie van een Romeins sculptuur van een leeuw die een paardenkop als prooi vasthoudt. Het origineel werd in 1963 uit de Maas opgedregd, waar het als versteviging voor een brugpijler was hergebruikt. Op de Wycker Maasoever is in het plaveisel van de Stenenwal een hardstenen plaquette aangebracht met daarop een gedicht dat eveneens verwijst naar de brug.
Op het pleintje Op de Thermen, waar de restanten van het Romeinse badhuis in 1965 met zand zijn overdekt, zijn in het plaveisel de contouren aangebracht van het thermencomplex en de castellummuur. De contouren van de castellumtoren aan de Houtmaas zijn met metalen doppen gemarkeerd. In de pandhof van de Onze-Lieve-Vrouwebasiliek is een deel van een castellumtoren te zien. Het westwerk van deze kerk bevat stenen die geïdentificeerd zijn als spolia, waarschijnlijk afkomstig van het castellum. Op het plein voor de basiliek staat een beeld van Jupiter (Fons Bemelmans, 1984), dat direct verwijst naar de Jupiterpijler van Derlon, waarvan zich vlakbij de restanten in de Museumkelder Derlon bevinden. De beelden van Faunus (Arthur Spronken, 1981) bij de Graanmarkt en Mercurius (Fons Bemelmans, 1982) aan het Bat, hebben slechts indirect een link met het Romeinse verleden.

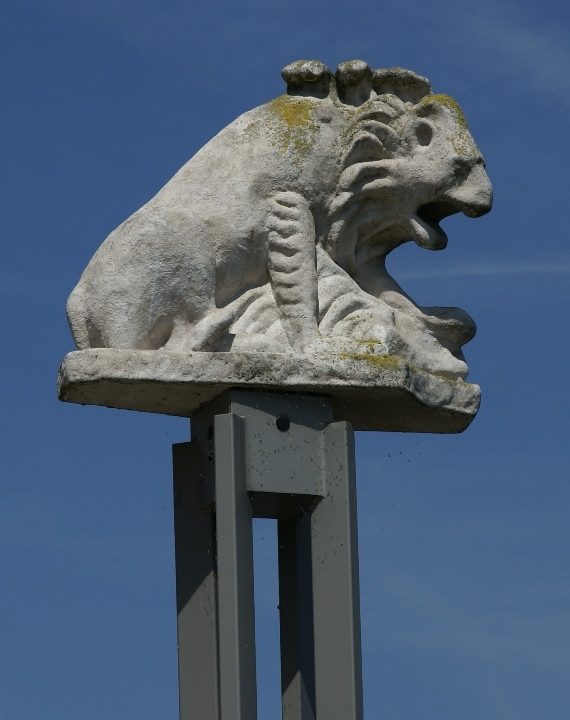
Monument Romeinse brug Pons Mosae
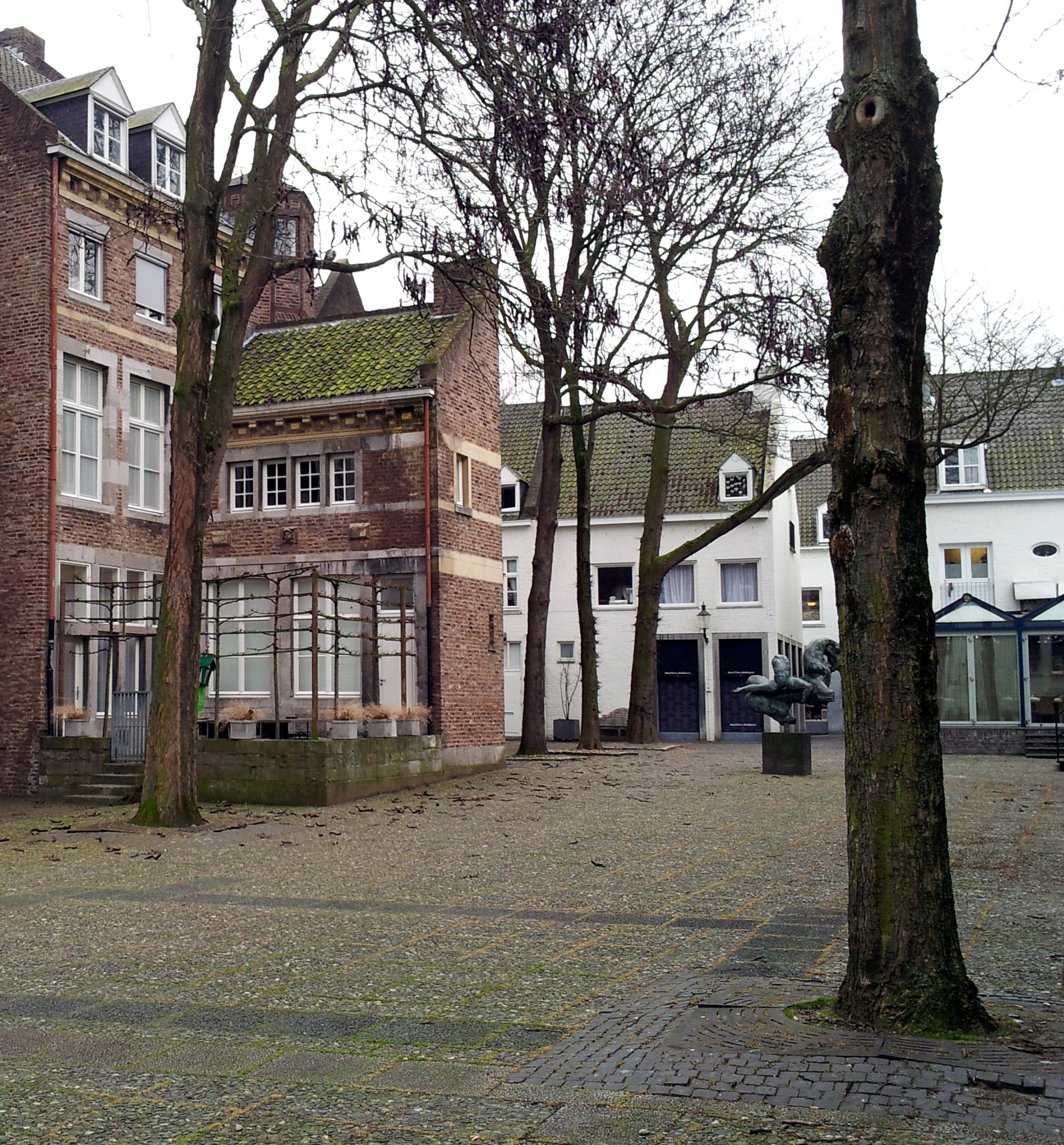
Markering thermencomplex Op de Thermen
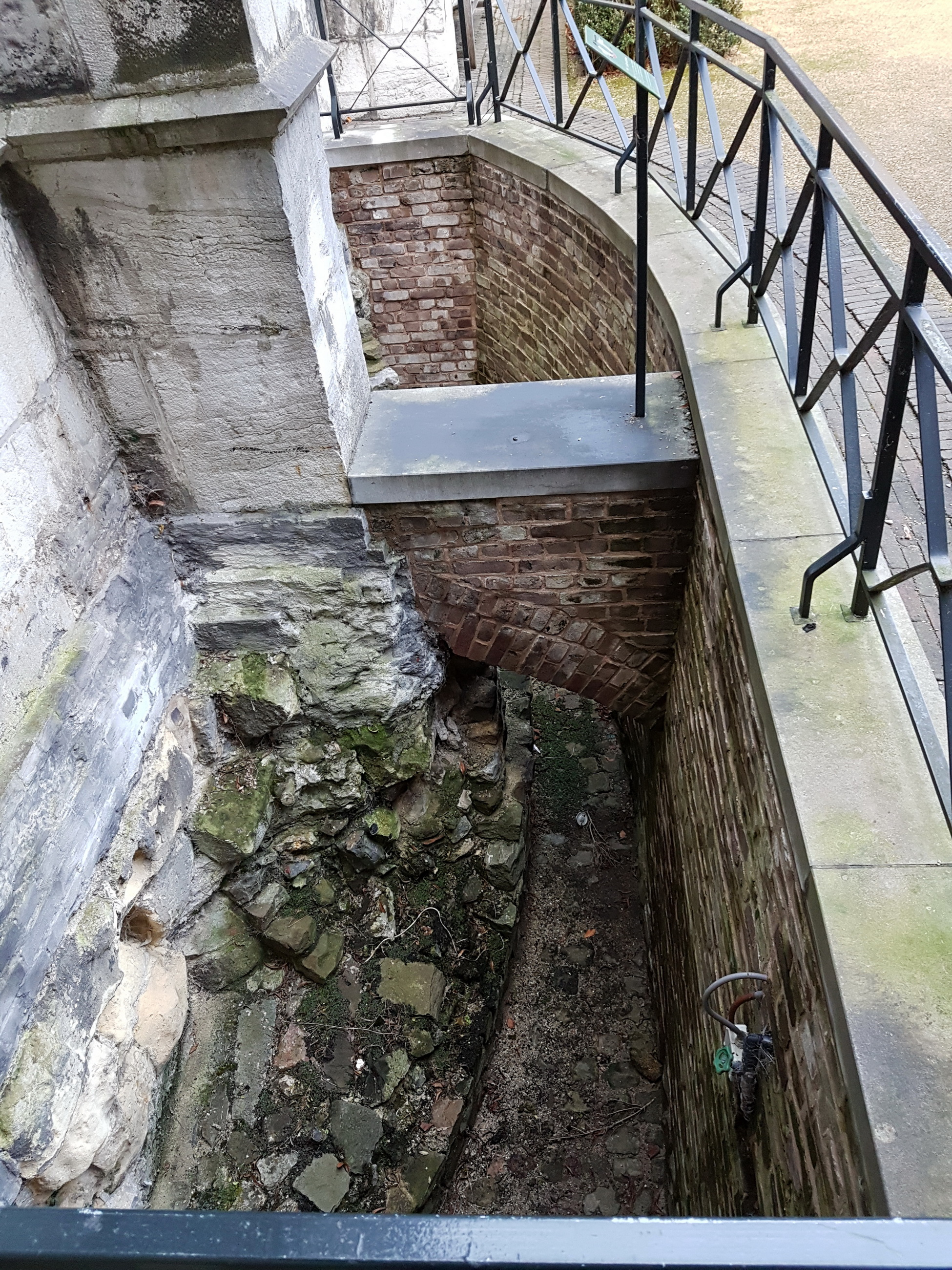
Castellumtoren pandhof Onze-Lieve-Vrouwebasiliek
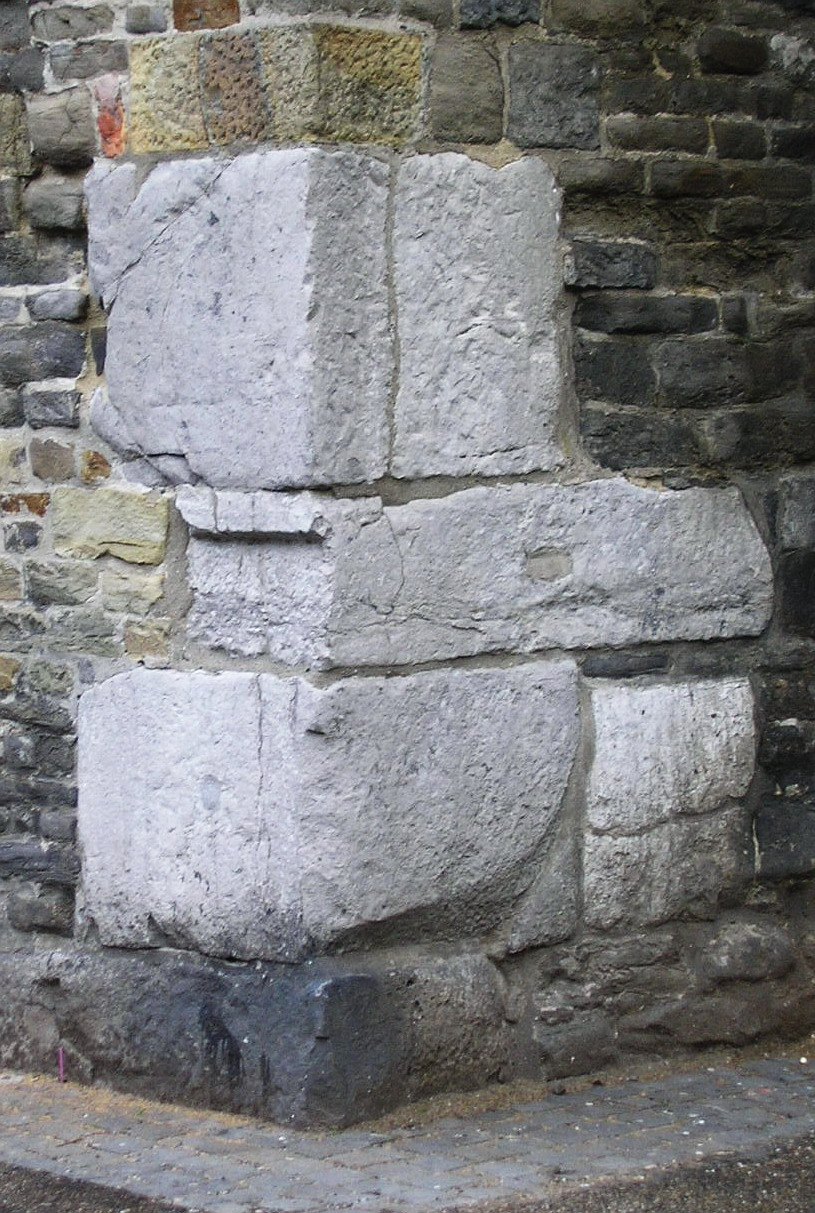
Romeinse spolia westwerk Onze-Lieve-Vrouwebasiliek